# Cẩm Sơn (phường)
Cẩm Sơn là một phường thuộc thành phố Cẩm Phả, tỉnh Quảng Ninh, Việt Nam. Cũng nằm trong khu đô thị Vũng Đục để phát triển cho 2 phường Cẩm Sơn, Cẩm Đông.
Phường Cẩm Sơn có diện tích 10,84 km², dân số năm 2013 là 16662 người, mật độ dân số đạt 1542,7 người/km².